# CA Basáñez
Club Atlético Basáñez – urugwajski klub piłkarski założony 1 kwietnia 1920, z siedzibą w mieście Montevideo.

## Historia
Klub założony został 1 kwietnia 1920. W 1980 zadebiutował w drugiej lidze urugwajskiej Segunda división uruguaya, którą wygrał w 1993, dzięki czemu w 1994 pierwszy raz w historii wystąpił w pierwszej lidze urugwajskiej Primera División Uruguaya. Początek był nadzwyczaj udany - drugie miejsce w turnieju Apertura. Później było jednak znacznie gorzej i w 1995 klub spadł do drugiej ligi.

### Znani piłkarze w historii klubu
- Walter Pandiani

## Osiągnięcia
- Mistrz drugiej ligi urugwajskiej (Segunda División): 1993